# Иванчешти (Вранча)
Иванчешти (рум. Ivăncești) насеље је у Румунији у округу Вранча у општини Болотешти. Oпштина се налази на надморској висини од 103 m.

## Становништво
Према подацима из 2002. године у насељу је живело 426 становника, од којих су сви румунске националности.